# Jusuf Gazibegović
Jusuf Gazibegović (Salzburgo, 11 de marzo de 2000) es un futbolista austro-bosnio que juega de defensa en el F. C. Colonia de la 1. Bundesliga alemana.

## Selección nacional
Gazibegović fue internacional sub-17, sub-19 y sub-21 con la selección de fútbol de Bosnia y Herzegovina, antes de convertirse en internacional absoluto el 2 de junio de 2021 en un amistoso frente a la selección de fútbol de Montenegro.

## Clubes
| Club            | País     | Año       |
| --------------- | -------- | --------- |
| F. C. Liefering | Austria  | 2018-2020 |
| SK Sturm Graz   | Austria  | 2020-2024 |
| F. C. Colonia   | Alemania | 2025-     |

## Palmarés

### Títulos nacionales
| Título          | Club          | País    | Año  |
| --------------- | ------------- | ------- | ---- |
| Copa de Austria | SK Sturm Graz | Austria | 2023 |
| Copa de Austria | SK Sturm Graz | Austria | 2024 |
| Bundesliga      | SK Sturm Graz | Austria | 2024 |